# Петер Ногли
Петер Ногли (на немски: Peter Nogly) е бивш германски футболист и настоящ треньор, роден на 14 януари 1947 г. в Травемюнде.
Има 320 мача и 38 гола в Първа Бундеслига за състава на Хамбургер. С този отбор става носител на КНК и Купата на Германия, шампион на Германия, финалист за КЕШ и Купата на Германия.
За Германия има четири мача, като е в състава на Германия на Евро 1976, станал вицешампион. Ногли обаче не се появява на терена по време на турнира.

## Успехи
Като играч
- 1 х европейски вицешампион: 1976
- 1 х носител на КНК: 1977
- 1 х финалист за КЕШ: 1980
- 1 х шампион на Германия: 1979
- 2 х вицешампион на Германия: 1976 и 1980
- 1 х носител на Купата на Германия: 1976
- 1 х финалист за Купата на Германия: 1974